# Zhaxigang (socken i Kina, lat 29,76, long 91,92)
Zhaxigang (kinesiska: 扎西岗, 扎西岗乡) är en socken i Kina. Den ligger i den autonoma regionen Tibet, i den sydvästra delen av landet, omkring 77 kilometer öster om regionhuvudstaden Lhasa.
Genomsnittlig årsnederbörd är 865 millimeter. Den regnigaste månaden är juli, med i genomsnitt 244 mm nederbörd, och den torraste är december, med 2 mm nederbörd.